# Lord Hornblower
Lord Hornblower (originaltitel Lord Hornblower, 1946) är C.S. Foresters femte roman om sjöofficeren Horatio Hornblower.

## Handling
Hornblower får i uppdrag att kväva ett myteri på kaparen Flame. Det lyckas han mycket bra med. Han tar över en fransk stad och lyckas hålla den under en lång tid. Napoleon har förlorat mycket makt och Hornblower tar sig friheten att besöka familjen Gracay som han gömde sig hos under sin förra vistelse i Frankrike. Han gläds åt att åter vara under deras tak, men efter en kort tid kommer chocken. Napoleon har kommit tillbaka till Frankrike från Elba och efterlyser Hornblower direkt.
Hornblower flyr återigen nedför Loire, men på denna färd är han bredvid floden i stället för på den. Napoleon hittar honom och ger order att han ska arkebuseras. På morgonen när avrättningen ska ske kommer ett bud att Napoleon har förlorat vid Waterloo och har abdikerat. Hornblower överlever alltså än en gång.